# Giacomo II Cavalcabò

Stemma dei Cavalcabò

Giacomo II Cavalcabò (Cremona, ... – Bardi, 29 novembre 1321) è stato un politico italiano, della famiglia cremonese guelfa; fu agli inizi del XIV secolo signore di Cremona, conquistando il potere nel 1315.

## Biografia
Era figlio di Ugolino, fuoriuscito da Cremona a causa del dominio del ghibellino Oberto II Pallavicino su Cremona. Nel 1306 venne chiamato dai guelfi della vicina Asola affinché cacciasse i ghibellini del luogo. Entrato nel borgo si impadronì della rocca e si proclamò signore.
Esercitò la carica di podestà a Brescia, Milano (1307) e Parma (1308). Nel 1316 riuscì a contrastare la supremazia degli Scaligeri sulla città di Brescia e Giacomo si spinse sino alla conquista di Castel Goffredo.
Fu in guerra con il cognato Ponzino Ponzoni per il predominio su Cremona, che nel 1317 fu cacciato dalla città. A seguito della conquista di Cremona da parte dei Visconti, Giacomo Cavalcabò radunò un gruppo di guelfi bresciani, bolognesi e fiorentini e pose d'assedio Bardi, dove trovò la morte nel 1322 combattendo contro Galeazzo I Visconti.

## Discendenza
Giacomo sposò Maria Ponzoni, sorella di Ponzino, nemico dei Cavalcabò, dalla quale ebbe tre figli:
- Marsiglio (?-1404)
- Giberto
- Guglielmo, podestà